# 日軽産業
日軽産業株式会社（にっけいさんぎょう、英文社名：Nikkei Sangyo Co., Ltd.）は、日本軽金属グループに所属するアルミニウム製品の製造メーカーであり、日本軽金属グループの製品を販売する商社である。親会社の日本軽金属が古河財閥の流れを汲む事から、同社も古河三水会に属している。

## 主力製品・事業
- アルミニウム板・押出形材・管・棒・スラグの販売
- アルミニウム鋳造品、鍛造品、ダイカスト製品、リベット・ナット類、耐震性防火水槽、防災用救命ボート、二輪・四輪部品、アルミスペーサーその他加工品の販売
- アルミナ、水酸化アルミニウム、硫酸、苛性ソーダその他化成品の販売
- アルミニウム地金・スクラップ、金属珪素その他金属類の販売
- 鉄鋼添加剤その他アルミニウム副産物Almix(アルミ灰、アルミドロス)の販売
- アルミニウム線材の製造および販売
- 土木・建築・電気・設備工事
- 保険代理業

## 主要事業所
- 本社 - 静岡県静岡市清水区松原町5番12号
- 東京オフィス - 東京都港区新橋一丁目1番13号
- 名古屋支店 - 愛知県名古屋市中区錦一丁目6番17号
- 大阪支店 - 大阪府大阪市中央区高麗橋四丁目1番1号
- 蒲原工場 - 静岡県静岡市清水区蒲原5407-1

## 沿革
- 1949年 - 窯業・建材の原料、製品および肥料の売買を目的として資本金20万円で静岡県清水市に株式会社興和商会を設立
- 1957年 - 興和産業株式会社に社名変更、日本軽金属株式会社の100％子会社となる
- 1959年 - 日軽産業株式会社に社名変更
- 1968年 - アルミ溶接心線工場操業開始
- 1977年 - 建築部門創設
- 2000年 - 日軽商事株式会社と合併し、資本金10億1,000万円に増資
- 2018年 - 子会社の不二貿易株式会社を吸収合併し、保険部門を子会社の日軽パートナーズ株式会社へ事業移管
- 2019年 - 東京オフィス移転

## 主要関係会社
- 日軽パートナーズ株式会社
- 日邦ファスナー株式会社
- PT.Nikkei Trading Indonesia
- 日軽（上海）国際貿易有限公司
- NIKKEI SINGAPORE ALUMINIUM PTE, LTD.